# إسماعيل حريري
الشيخ إسماعيل إبراهيم حريري، من مواليد بلدة عبا العاملية في قضاء النبطية، عالم دين شيعي، أستاذ في الحوزة العلمية في بيروت، كاتب ومحاضر لبناني.

## دراسته
بعد اتمامه دراسة بعض المراحل الأكاديمية، التحق بالمعهد الشرعي الإسلامي في غرب بيروت، وتابع دراسة العلوم الدينية وأبرز أساتذته:
- الشيخ إبراهيم الدموندي:
- جعفر مرتضى العاملي: حضر عليه في البحث الخارج

هذا وقد اقترنت جميع مراحل دراسته مع زميله الشيخ حسين عبد الله مرعي

## تدرسيه
إضافة إلى دراسته، قام بتدريس المقدمات وبعض السطوح في المعهد الشرعي الإسلامي، ثم انتقل إلى معهد الرسول الأعظم وتابع تدريس السطوح والسطوح العليا فيه، إضافة إلى عمله في قسم الإستفتاءات في مكتب الوكيل الشرعي العام للسيد الخامنئي في لبنان.

## مؤلفاته
له عدد من المؤلفات منها:
- جامع المناسك، ألَّفه بالاشتراك مع الشيخ حسين عبد الله مرعي - 2003
- خلاصة الأصول، ألَّفه بالاشتراك مع الشيخ حسين عبد الله مرعي
- الولاية التكوينية - دار الولاء - بيروت[2]
- إثبات الوصية في شرح الخطبة الشقشقية - دار الولاء بيروت - 2003 [3]
- أحداث آخر الزمان - دار الولاء - بيروت - 2003
- الأربعون حديثاً في أحوال سيد المرسلين - دار الولاء - بيروت - 2003[4]
- الرجعة عند آل محمد - دار الولاء - بيروت - 2003
- محاضرات في الدعوة والتبليغ - دار الولاء - بيروت - 2007

## البرامج التلفزيونية
- قدّم برنامجا مستقلا على قناة الصراط الفضائية تجاوزت حلقاته الخمسين وهو بعنوان (فاسألوا أهل الذكر)، تناول فيه الكثير من نواحي الحياة العامة والكثير من القضايا العبادية: كالحج، والإرث، والغش، والصوم، والخمس، والزواج وغيرها من المواضيع.[5]
- قدّم في قناة المنار برنامجا بعنوان (أخلاقنا)[6]
- شارك في العديد من حلقات برنامج (لتكتمل الصورة) على قناة المنار، وهو برنامج ثقافي اجتماعي يعالج المشاكل الاجتماعية.

## الوصلات الخارجية
- دور الوحدة في تحقيق النصر
- صناعة الخل بين العلم والشرع - ندوة بمشاركة الشيخ إسماعيل حريري